# Kraftwerk Nishi-Nagoya
Das Kraftwerk Nishi-Nagoya (japanisch 西名古屋火力発電所, Nishi-Nagoya Karyoku Hatsudensho) ist ein LNG-befeuertes Wärmekraftwerk. Es wird von JERA in Tobishima, Aichi, Japan, betrieben. Die Anlage befindet sich auf neu gewonnenem Land an der Spitze der Mikawa Bay.

## Geschichte
Das Wärmekraftwerk Nishi-Nagoya wurde 1970 als Ölkraftwerk der Chubu Electric in Betrieb genommen. Block 1 bis Block 6 wurden zwischen 1970 und 1975 gebaut. Am 14. September 2010 kündigte Chubu Electric einen Erneuerungsplan an, um die veralteten bestehenden Anlagen durch ein leistungsstärkeres und effizienteres, erdgasbetriebenes Gas-und-Dampf-Kombikraftwerk zu ersetzen.
Der Bau der Blöcke 7-1 und 7-2 begann am 30. Januar 2014. Block 7-1 ging am 29. September 2017 und Block 7-2 am 30. März 2018 in Betrieb. Sowohl bei Block 7-1 als auch bei Block 7-2 handelt es sich um ein Mehrwellen-Kombikraftwerk (MACCII). Jeder Block hat drei GE-Gasturbinen mit 1600 °C Gaseintrittstemperatur. Die Abwärme wird in einem Abhitzedampferzeuger von Toshiba verwendet und treibt eine Dampfturbine mit Generator an. Für die Gasversorgung des Kraftwerkes wurde vom Kraftwerk Chita Daini ein 4,6 km langer Unterwassertunnel gebaut. Im März 2018 zertifizierte Guinness World Records das Nishi-Nagoya Thermal Power Station Unit 7-1 als das zum Zertifizierungszeitpunkt weltweit effizienteste Kombikraftwerksanlage mit 62,3 % Wirkungsgrad.
Im April 2019 wurde der Betrieb von Chubu Electric Power an JERA übertragen, ein Joint Venture zwischen Chubu Electric und TEPCO Fuel & Power, Inc, einer Tochtergesellschaft der Tokyo Electric Power Company.

## Technische Daten
| Block | Brennstoff               | Typ          | Leistung  | Inbetriebnahme | Status                           |
| 1     | Schweröl                 | Dampfturbine | 220 MW    | 1970           | Am 30. November 2013 stillgelegt |
| 2     | Schweröl, Rohöl          | Dampfturbine | 220 MW    | 1970           | Am 30. November 2013 stillgelegt |
| 3     | Schweröl, Rohöl, Naphtha | Dampfturbine | 375 MW    | 1972           | Am 30. November 2013 stillgelegt |
| 4     | Schweröl, Rohöl, Naphtha | Dampfturbine | 375 MW    | 1972           | Am 30. November 2013 stillgelegt |
| 5     | Schweröl, Rohöl          | Dampfturbine | 500 MW    | 1974           | Am 31. Dezember 2002 stillgelegt |
| 6     | Schweröl, Rohöl          | Dampfturbine | 500 MW    | 1975           | Am 31. Dezember 2003 stillgelegt |
| 7-1   | Erdgas                   | GuD          | 1188,2 MW | 2017           | In Betrieb                       |
| 7-2   | Erdgas                   | GuD          | 1188,2 MW | 2018           | In Betrieb                       |